# Okres Bremgarten
Okres Bremgarten je jedním z 11 okresů v kantonu Aargau ve Švýcarsku. V prosinci 2016 zde žilo 75 688 obyvatel.

## Poloha, popis
Okres se rozkládá v údolích řek Reuss a Bünz a v oblasti mezi údolími. Nadmořská výška území je zhruba od 360 m v údolí řeky Reuss až po téměř 715 m. Celková rozloha území je 117,46 km². Hlavním místem okresu je město Bremgarten.
Okres Bremgarten sousedí s těmito okresy v kantonu Aargau: na severu Baden, na jihu Muri a na západě Lenzburg. Na východě hraničí s okresy Dietikon a Affoltern v kantonu Curych.

## Obce v okresu
Okres Bremgarten tvoří celkem 22 obcí, jimiž jsou:
| P.č. | Jméno obce         | Počet obyvatel (k 31. prosinci 2016) | Rozloha - km² |  |  |  | P.č. | Jméno obce                 | Počet obyvatel (k 31. prosinci 2016) | Rozloha - km² |
| ---- | ------------------ | ------------------------------------ | ------------- |  |  |  | ---- | -------------------------- | ------------------------------------ | ------------- |
| 1    | Arni               | 1 869                                | 3,37          |  |  |  | 13   | Oberwil-Lieli              | 2 310                                | 5,35          |
| 2    | Berikon            | 4 661                                | 5,38          |  |  |  | 14   | Rudolfstetten-Friedlisberg | 4 504                                | 4,90          |
| 3    | Bremgarten         | 7 746                                | 11,36         |  |  |  | 15   | Sarmenstorf                | 2 848                                | 8,30          |
| 4    | Büttikon           | 1 001                                | 2,82          |  |  |  | 16   | Tägerig                    | 1 519                                | 3,30          |
| 5    | Dottikon           | 3 883                                | 3,89          |  |  |  | 17   | Uezwil                     | 460                                  | 2,45          |
| 6    | Eggenwil           | 970                                  | 2,46          |  |  |  | 18   | Unterlunkhofen             | 1 356                                | 4,49          |
| 7    | Fischbach-Göslikon | 1 632                                | 3,07          |  |  |  | 19   | Villmergen                 | 7 153                                | 11,94         |
| 8    | Hägglingen         | 2 451                                | 7,73          |  |  |  | 20   | Widen                      | 3 652                                | 2,62          |
| 9    | Islisberg          | 626                                  | 1,65          |  |  |  | 21   | Wohlen                     | 15 765                               | 12,48         |
| 10   | Jonen              | 2 036                                | 5,70          |  |  |  | 22   | Zufikon                    | 4 416                                | 4,80          |
| 11   | Niederwil          | 2 851                                | 6,15          |  |  |  |      |                            |                                      |               |
| 12   | Oberlunkhofen      | 1 979                                | 3,25          |  |  |  |      | Celkem 22                  | 75 688                               | 117,46        |

## Doprava
Okresem procházejí hlavní silnice č. 1 a č. 25. Na ně se napojuje řada silnic nižšího řádu.
Kromě silnic jsou okresem vedeny dvě železniční trati. Zajímavostí je, že trať z Bremgartenu do Dietikonu je vedena společně s hlavní silnicí č. 1 ulicemi obcí.